# Vittoria Assicurazioni
Vittoria Assicurazioni és una empresa italiana, té com a activitat el sector d'assegurances. Cotitza al FTSE Italia Mid Cap gestionat per la Borsa d'Itàlia. Va ser fundada a Cremona el 1921 com Italian Excess Insurance Company. El 1936 es va convertir en La Vittoria Assicurazioni i es va traslladar a Milà. El 1968 va prendre el seu nom actual (Vittoria Assicurazioni S.p.A.). El 1988 va començar a cotitzar al mercat de valors. De 1932 a 1986, va formar part del Toro Assicurazioni.